# Wesley Koolhof
Wesley Koolhof (Zevenaar, Gueldres; 17 de abril de 1989) es un extenista profesional neerlandés, especialista en la modalidad de dobles. El 7 de noviembre de 2022 alcanzó la posición N. º 1 del mundo en dobles de ATP. Tras una larga y exitosa carrera como doblista se retiró el 15 de noviembre de 2024, tras perder en la ATP Finals 2024.

## Carrera
Su máximo ranking individual lo consiguió el 5 de agosto de 2013, cuando alcanzó la posición N.º 462 del ranking mundial ATP. En dobles, modalidad en la que Koolhof es especialista, alcanzó la posición N.º 1 el 07 de noviembre de 2022.
Es entrenado por Gerry Weber, y su superficie favorita son las pistas de polvo de ladrillo. Ha ganado hasta el momento dos títulos de la categoría ATP Challenger Series en la modalidad de dobles.

## Torneos de Grand Slam

### Dobles

#### Títulos (1)
| Año  | Torneo    | Pareja       | Oponentes en la final              | Resultado |
| 2023 | Wimbledon | Neal Skupski | Marcel Granollers Horacio Zeballos | 6-4, 6-4  |

#### Finalista (2)
| Año  | Campeonato         | Pareja        | Oponentes en la final    | Resultado en final |
| 2020 | Abierto de EE. UU. | Nikola Mektić | Mate Pavić Bruno Soares  | 5-7, 3-6           |
| 2022 | Abierto de EE. UU. | Neal Skupski  | Rajeev Ram Joe Salisbury | 6-7(4), 5-7        |

### Dobles mixto

#### Títulos (1)
| Año  | Torneo        | Pareja        | Oponentes en la final        | Resultado   |
| 2022 | Roland Garros | Ena Shibahara | Ulrikke Eikeri Joran Vliegen | 7-6(5), 6-2 |

## Títulos ATP (21; 0+21)

### Dobles (21)
| Leyenda                         |
| Grand Slam (1)                  |
| ATP Wourld Tour Finals (1)      |
| ATP Masters 1000 World Tour (6) |
| ATP World Tour 500 series (1)   |
| ATP World Tour 250 series (12)  |

| N.º | Fecha                   | Torneo                | Superficie    | Pareja           | Oponentes en la final                     | Resultado           |
| --- | ----------------------- | --------------------- | ------------- | ---------------- | ----------------------------------------- | ------------------- |
| 1.  | 7 de febrero de 2016    | Sofía                 | Dura (i)      | Matwé Middelkoop | Philipp Oswald Adil Shamasdin             | 5-7, 7-6(9), [10-6] |
| 2.  | 23 de julio de 2016     | Kitzbühel             | Tierra batida | Matwé Middelkoop | Dennis Novak Dominic Thiem                | 2-6, 6-3, [11-9]    |
| 3.  | 14 de enero de 2017     | Sídney                | Dura          | Matwé Middelkoop | Jamie Murray Bruno Soares                 | 6-3, 7-5            |
| 4.  | 6 de enero de 2019      | Brisbane              | Dura          | Marcus Daniell   | Rajeev Ram Joe Salisbury                  | 6-4, 7-6(6)         |
| 5.  | 10 de enero de 2020     | Doha                  | Dura          | Rohan Bopanna    | Luke Bambridge Santiago González          | 3-6, 6-2, [10-6]    |
| 6.  | 22 de noviembre de 2020 | ATP World Tour Finals | Dura (i)      | Nikola Mektić    | Jürgen Melzer Édouard Roger-Vasselin      | 6-2, 3-6, [10-5]    |
| 7.  | 2 de mayo de 2021       | Múnich                | Tierra batida | Kevin Krawietz   | Sander Gillé Joran Vliegen                | 4-6, 6-4, [10-5]    |
| 8.  | 9 de enero de 2022      | Melbourne             | Dura          | Neal Skupski     | Aleksandr Nedovyesov Aisam-ul-Haq Qureshi | 6-4, 6-4            |
| 9.  | 15 de enero de 2022     | Adelaida II           | Dura          | Neal Skupski     | Ariel Behar Gonzalo Escobar               | 7-6(5), 6-4         |
| 10. | 18 de febrero de 2022   | Doha                  | Dura          | Neal Skupski     | Rohan Bopanna Denis Shapovalov            | 7-6(4), 6-1         |
| 11. | 8 de mayo de 2022       | Madrid                | Tierra batida | Neal Skupski     | Juan Sebastián Cabal Robert Farah         | 6-7(4), 6-4, [10-5] |
| 12. | 12 de junio de 2022     | 's-Hertogenbosch      | Hierba        | Neal Skupski     | Matthew Ebden Max Purcell                 | 4-6, 7-5, [10-6]    |
| 13. | 14 de agosto de 2022    | Montreal              | Dura          | Neal Skupski     | Daniel Evans John Peers                   | 6-2, 4-6, [10-6]    |
| 14. | 6 de noviembre de 2022  | París                 | Dura (i)      | Neal Skupski     | Ivan Dodig Austin Krajicek                | 7-6(5), 6-4         |
| 15. | 17 de junio de 2023     | 's-Hertogenbosch      | Hierba        | Neal Skupski     | Gonzalo Escobar Aleksandr Nedovésov       | 7-6(1), 6-2         |
| 16. | 15 de julio de 2023     | Wimbledon             | Hierba        | Neal Skupski     | Marcel Granollers Horacio Zeballos        | 6-4, 6-4            |
| 17. | 13 de enero de 2024     | Auckland              | Dura          | Nikola Mektić    | Marcel Granollers Horacio Zeballos        | 6-3, 6-7(5), [10-7] |
| 18. | 18 de febrero de 2024   | Róterdam              | Dura (i)      | Nikola Mektić    | Robin Haase Botic van de Zandschulp       | 6-3, 7-5            |
| 19. | 15 de marzo de 2024     | Indian Wells          | Dura          | Nikola Mektić    | Marcel Granollers Horacio Zeballos        | 7-6(2), 7-6(4)      |
| 20. | 13 de octubre de 2024   | Shanghái              | Dura          | Nikola Mektić    | Máximo González Andrés Molteni            | 6-4, 6-4            |
| 21. | 3 de noviembre de 2024  | París                 | Dura (i)      | Nikola Mektić    | Lloyd Glasspool Adam Pavlásek             | 3-6, 6-3, [10-5]    |

#### Finalista (24)
| N.º | Fecha                    | Torneo            | Superficie        | Pareja             | Oponentes en la final                   | Resultado              |
| --- | ------------------------ | ----------------- | ----------------- | ------------------ | --------------------------------------- | ---------------------- |
| 1.  | 19 de febrero de 2017    | Róterdam          | Dura (i)          | Matwé Middelkoop   | Ivan Dodig Marcel Granollers            | 6-7(5), 3-6            |
| 2.  | 30 de julio de 2017      | Atlanta           | Dura              | Artem Sitak        | Bob Bryan Mike Bryan                    | 3-6, 4-6               |
| 3.  | 24 de septiembre de 2017 | Metz              | Dura (i)          | Artem Sitak        | Julien Benneteau Édouard Roger-Vasselin | 5-7, 3-6               |
| 4.  | 18 de febrero de 2018    | Nueva York        | Dura (i)          | Artem Sitak        | Max Mirnyi Philipp Oswald               | 4-6, 6-4, [6-10]       |
| 5.  | 4 de marzo de 2018       | São Paulo         | Tierra batida (i) | Artem Sitak        | Federico Delbonis Máximo González       | 4-6, 2-6               |
| 6.  | 6 de mayo de 2018        | Estoril           | Tierra batida     | Artem Sitak        | Kyle Edmund Cameron Norrie              | 4-6, 2-6               |
| 7.  | 21 de octubre de 2018    | Estocolmo         | Dura (i)          | Marcus Daniell     | Luke Bambridge Jonny O'Mara             | 5-7, 6-7(8)            |
| 8.  | 30 de marzo de 2019      | Miami             | Dura              | Stefanos Tsitsipas | Bob Bryan Mike Bryan                    | 5-7, 6-7(8)            |
| 9.  | 21 de abril de 2019      | Montecarlo        | Tierra batida     | Robin Haase        | Nikola Mektić Franko Škugor             | 7-6(3), 6-7(3), [9-11] |
| 10. | 28 de abril de 2019      | Budapest          | Tierra batida     | Marcus Daniell     | Ken Skupski Neal Skupski                | 3-6, 4-6               |
| 11. | 15 de junio de 2019      | 's-Hertogenbosch  | Hierba            | Marcus Daniell     | Dominic Inglot Austin Krajicek          | 4-6, 6-4, [4-10]       |
| 12. | 28 de julio de 2019      | Hamburgo          | Tierra batida     | Robin Haase        | Oliver Marach Jürgen Melzer             | 2-6, 6-7(3)            |
| 13. | 11 de agosto de 2019     | Montreal          | Dura              | Robin Haase        | Marcel Granollers Horacio Zeballos      | 5-7, 5-7               |
| 14. | 23 de febrero de 2020    | Marsella          | Dura (i)          | Nikola Mektić      | Nicolas Mahut Vasek Pospisil            | 3-6, 4-6               |
| 15. | 10 de septiembre de 2020 | Abierto de EE.UU. | Dura              | Nikola Mektić      | Mate Pavić Bruno Soares                 | 5-7, 3-6               |
| 16. | 24 de octubre de 2021    | Amberes           | Dura (i)          | Jean-Julien Rojer  | Nicolas Mahut Fabrice Martin            | 0-6, 1-6               |
| 17. | 2 de abril de 2022       | Miami             | Dura              | Neal Skupski       | Hubert Hurkacz John Isner               | 6-7(5), 4-6            |
| 18. | 24 de abril de 2022      | Barcelona         | Tierra batida     | Neal Skupski       | Kevin Krawietz Andreas Mies             | 7-6(3), 6-7(5), [6-10] |
| 19. | 9 de septiembre de 2022  | Abierto de EE.UU. | Dura              | Neal Skupski       | Rajeev Ram Joe Salisbury                | 6-7(4), 5-7            |
| 20. | 18 de marzo de 2023      | Indian Wells      | Dura              | Neal Skupski       | Rohan Bopanna Matthew Ebden             | 3-6, 6-2, [8-10]       |
| 21. | 23 de abril de 2023      | Barcelona         | Tierra batida     | Neal Skupski       | Máximo González Andrés Molteni          | 3-6, 7-6(8), [4-10]    |
| 22. | 4 de octubre de 2023     | Pekín             | Dura              | Neal Skupski       | Ivan Dodig Austin Krajicek              | 7-6(12), 3-6, [5-10]   |
| 23. | 15 de junio de 2024      | 's-Hertogenbosch  | Hierba            | Nikola Mektić      | Nathaniel Lammons Jackson Withrow       | 6-7(5), 6-7(3)         |
| 24. | 27 de octubre de 2024    | Basilea           | Dura (i)          | Nikola Mektić      | Jamie Murray John Peers                 | 3-6, 5-7               |

## Títulos Challenger; 17 (0 + 17)

### Dobles
| N.º | Fecha                    | Torneo                        | Superficie    | Compañero         | Oponentes en la final                  | Resultado         |
| --- | ------------------------ | ----------------------------- | ------------- | ----------------- | -------------------------------------- | ----------------- |
| 1.  | 16 de noviembre de 2013  | Challenger de Guayaquil       | Tierra batida | Stephan Fransen   | Roman Borvanov Alexander Satschko      | 1-6, 6-2, [10-5]  |
| 2.  | 27 de julio de 2014      | Challenger de Oberstaufen     | Tierra batida | Alessandro Motti  | Radu Albot Mateusz Kowalczyk           | 7-67, 6-3         |
| 3.  | 7 de febrero de 2015     | Challenger de Glasgow         | Dura (i)      | Matwé Middelkoop  | Sergei Bubka Aleksandr Nedovyesov      | 6-1, 6-4          |
| 4.  | 2 de mayo de 2015        | Challenger de Turín           | Tierra batida | Matwé Middelkoop  | Dino Marcan Antonio Šančić             | 4-6, 6-3, [10-5]  |
| 5.  | 4 de julio de 2015       | Challenger de Marburgo        | Tierra batida | Matwé Middelkoop  | Tobias Kamke Simon Stadler             | 6-1, 7-5          |
| 6.  | 15 de agosto de 2015     | Challenger de Praga           | Tierra batida | Matwé Middelkoop  | Sergey Betov Mijaíl Elgin              | 6-4, 3-6, [10-7]  |
| 7.  | 11 de septiembre de 2015 | Challenger de Sevilla         | Tierra batida | Matwé Middelkoop  | Marco Bortolotti Kamil Majchrzak       | 7-65, 6-4         |
| 8.  | 26 de septiembre de 2015 | Challenger de Trnava          | Tierra batida | Matwé Middelkoop  | Stéphane Robert Kamil Majchrzak        | 6-4, 6-2          |
| 9.  | 25 de octubre de 2015    | Challenger de Brest           | Dura (i)      | Matwé Middelkoop  | Ken Skupski Neal Skupski               | 3-6, 6-4, [10-6]  |
| 10. | 16 de enero de 2016      | Challenger de Bangkok 2       | Dura          | Matwé Middelkoop  | Gero Kretschmer Alexander Satschko     | 6-3, 7-61         |
| 11. | 18 de junio de 2016      | Challenger de Ilkley          | Hierba        | Matwé Middelkoop  | Marcelo Demoliner Aisam-Ul-Haq Qureshi | 7-6, 0-6, [10-8]  |
| 12. | 31 de julio de 2016      | Challenger de Scheveningen    | Tierra batida | Matwé Middelkoop  | Tallon Griekspoor Tim van Rijthoven    | 6-1, 3-6, [13-11] |
| 13. | 26 de noviembre de 2016  | Challenger de Andría          | Moqueta       | Matwé Middelkoop  | Roman Jebavý Zdeněk Kolář              | 6-3, 6-3          |
| 14. | 13 de mayo de 2017       | Challenger de Aix-en-Provence | Tierra batida | Matwé Middelkoop  | Andre Begemann Jérémy Chardy           | 2-6, 6-4, [16-14] |
| 15. | 16 de septiembre de 2017 | Challenger de Szczecin        | Tierra batida | Artem Sitak       | Aliaksandr Bury Andreas Siljeström     | 6-1, 7-5          |
| 16. | 6 de abril de 2018       | Challenger de Alicante        | Dura          | Artem Sitak       | Guido Andreozzi Ariel Behar            | 6-3, 6-2          |
| 17. | 14 de julio de 2018      | Challenger de Braunschweig    | Tierra batida | Santiago González | N. Sriram Balaji Vishnu Vardhan        | 6-3, 6-3          |